# HD 8535 b
HD 8535 b ويعرف أيضاً بالرمز HIP 6511 b هو كوكب خارج المجموعة الشمسية يدور حول النجم HD 8535، ويقع على بعد 171 سنة ضوئية عن الأرض في كوكبة العنقاء. تبلغ كتلته حوالي خمسة أثمان كتلة المشتري، ويستغرق 3.6 سنوات ليدور حول النجم في نصف محور رئيسي قياسه 2.47 وحدة فلكية. وهو بخلاف معظم الكواكب الواقعة خارج المجموعة الشمسية المعروفة، فإن انحرافه المداري غير معروف، لكن كون زاوية ميلانه غير معروفة أمر طبيعي. اكتشف هذا الكوكب من قبل البعثة الباحث الكوكبي بالسرعة الشعاعية عالية الدقة في 19 تشرين الأول (أكتوبر) 2009 مع 29 كوكباً آخر.